# Walafrid (évêque)
Walafrid ou Walefrid ou Wilfrid ou Willafred ou Wifred, 15e évêque d'Uzès, épiscopat de 858 à 879.

## Chronologie
| 858. | Il accueille deux religieux de Saint-Germain-des-Prés, qui allaient chercher en Espagne les reliques de saint Vincent. |
| 878. | Il assiste le 14 avril à l'invention des reliques de Saint Baudile, de Nîmes.                                          |
|      | Il porte plainte contre les empiètements de juridiction de Rotfrid, évêque d'Avignon.                                  |
| 878. | Il assiste le 7 septembre au couronnement de Louis II dit le Bègue.                                                    |
| 879. | Il assiste au concile au château de Mantaille, où fut couronné Boson de Provence, roi de Provence.                     |